# Lesgor
Lesgor é uma comuna francesa na região administrativa da Nova Aquitânia, no departamento Landes. Estende-se por uma área de 26,8 km². Em 2010 a comuna tinha 447 habitantes (densidade: 16,7 hab./km²).